# Matthias Meusel
Matthias Meusel (* 7. November 1976) ist ein deutscher Musiker, Komponist, Arrangeur und Musikproduzent. Zu seinem Genre zählen Jazz, Electronic, Rock, Blues und Folk. Er trat insgesamt fast 20 Jahre als Schlagzeuger mit Roger Cicero zusammen auf.

## Leben
Matthias Meusel wuchs im Großraum Hannover auf. Nach dem Abitur begann er ein Studium der Musik mit dem Schwerpunkt Schlagzeug und Piano an der Hochschule für Musik, Theater und Medien Hannover im Jazz/Rock/Pop-Studiengang. Bereits während des Studiums spielte er in Produktionen von Schauspielhäusern, Landesbühnen, Opern und Musicals und begleitete Show- und Galabands. Nebenbei arbeitete Meusel als Lehrer an Musikschulen und als Workshopdozent.

## Musiker und Komponist
Als Studio- und Livedrummer spielte Meusel bei zahlreichen Produktionen und Tourneen in und außerhalb Europas. Seit 1999 gehörte er zu dem Jazzquartett After Hours. Meusel ist als Komponist Preisträger des ersten Komponistenwettbewerbes des Deutschen Komponistenverbandes und der Paul Woitschach Stiftung Berlin. Er ist einer der Begründer der Edition Linden Songs (Universal) und komponierte für diverse Künstler. In seiner bisherigen Laufbahn arbeitete er u. a. mit Afrob, Paul Anka, Helene Fischer, Tom Jones, Heinz Rudolf Kunze, Reinhard Mey, Mousse T., der NDR Big Band, Helge Schneider und Ulrich Tukur zusammen. Von 2006 bis 2009 war er Schlagzeuger der Gruppe Tok Tok Tok, 2013 nahm er mit der Gruppe Dombert’s Urban Jazz am 24. Jazzfest München und 2016 mit Roger Cicero am Jazzfest Bonn teil.
Beinahe zwanzig Jahre war er Schlagzeuger der The Roger Cicero Jazz Experience und Roger Cicero & Big Band. Seit 2021 spielt Meusel als Schlagzeuger in einer neunköpfigen Band für die Giovanni Zarrella-Show im ZDF. Seit Juni 2023 ist er mit der Giovanni-Zarrella-Band auf einer Deutschland-Tour.

## Diskografie (Auswahl)
- 2016: Hidden Jazz Quartett Raw and Cooked, Agogo Records, (mit Stephan Abel, Lutz Krajenski, Olaf Casimir)
- 2015: Roger Cicero: The Roger Cicero Jazz Experience, Wavemusic / TRCJE-01
- 2014: Thomas Biasotto Big Band In The Swiss Mood, Vol. 1, Mood Factory / 7640160140005
- 2008: Roger Cicero & After Hours There I Go, Jazzsick Records / 0005012JS (mit Stephan Abel, Lutz Krajenski, Hervé Jeanne)
- 2006: Tok Tok Tok From Soul to Soul, BHM / 3007-2

## Kritiken
„Matthias “Maze” Meusel hat die Fähigkeit eines solchen musikalischen Chamäleons und offeriert eine musikalische Bandbreite zwischen Jazz, Soul, Funk, Pop, Electro, Rock, Hip Hop und allem, was dazwischen liegt.“

„Brilliante Grooves finden immer ihren Platz. Und „Maze“ ist ein echtes Multi-Groove-Talent, jemand der die ganze Bandbreite zwischen Jazz, Schlager, Pop, Crossover, Funk und Punk nicht nur kennengelernt, sondern auch mit großem Erfolg seine Spuren hinterlassen hat.“